# ムアンプーケット郡
ムアンプーケット郡（ムアンプーケットぐん）はタイ南部にある郡（アムプー）。プーケット県の県庁所在地（ムアン）でもある。

## 名称
マレー語のブキット（Bukit「山」の意味）から来ていると言われる。

## 歴史
プーケット全体の歴史はプーケット県を参照のこと。

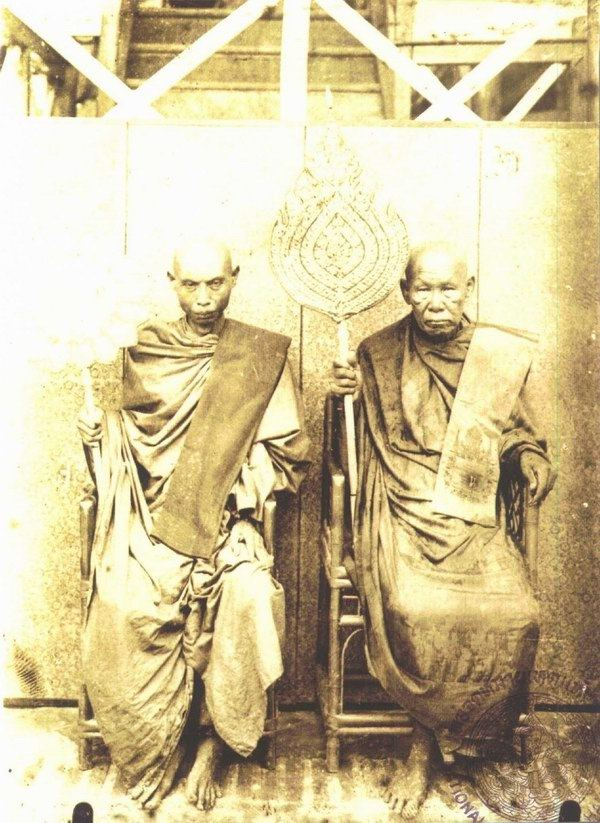
ルワン・ポーチェームとルワン・ポーカイ

古くはアユタヤ時代から中国人が住み、現在のプーケットの町の元を作り上げていた。1876年アンイーと呼ばれる錫採掘者が反乱を起こし、プーケットで暴れ回ったがワット・チャローン（ワット・チャイターラーラーム）のルワンポー・チェームとルワンポー・チュワンが巻き込まれてけがをした村人を救った。この為、ルワンポー・チェームは市内のヒーローとなっている。
ラーマ4世（モンクット）の治世の時、プラヤー・プーケット (タット) がプーケットの国主に任命され、郡は郡庁が置かれたタムボン・トゥンカーにちなみトゥンカー郡と呼ばれたが、1938年11月14日、市の名前は正式にプーケットとなった。

## 地理
プーケット市はプーケット島の東岸部南半分と島の南端部分周辺を有する。プーケット市の中心部は東岸部に位置する。中心部のすぐ東側にはシーレー島があり、シー・ジプシー（モーケン族）の居住地となっている。東南の半島部分にはプーケットとその周辺の海洋生物を研究するための海洋生物研究センターがある。

## 経済
観光業が盛んなほか、東南の半島部分にはラッサダー港があり、その周辺にはタイ国営石油（PTT）、エッソ、カルテックスなどの石油会社による石油備蓄基地がある。
郡内の主要産業は農業で、ゴムの木や、ココヤシ、パイナップル生産が盛んである。

## 行政区分
プーケット市には8のタムボンがあり、その下位に44の村（ムーバーン）がある。プーケットには自治体（テーサバーン）が設置されており以下のようになっている。
- テーサバーンナコーン・プーケット・・・タムボン・タラートヤイ、タラートヌア
- テーサバーンタムボン・カロン・・・タムボン・カロン

また市内には6つのタムボン行政体が置かれている。
| 1. タムボン・タラートヤイ・・・ตำบลตลาดใหญ่ 2. タムボン・タラートヌア・・・ตำบลตลาดเหนือ 3. タムボン・コケーオ・・・ตำบลเกาะแก้ว 4. タムボン・ラッサダー・・・ตำบลรัษฎา 5. タムボン・ウィチット・・・ตำบลวิชิต 6. タムボン・チャローン・・・ตำบลฉลอง 7. タムボン・ラーワイ・・・ตำบลราไวย์ 8. タムボン・カロン・・・ตำบลกะรน | タムボン |

## 姉妹都市
- ナホトカ(ロシア)
- ニース(フランス)
- ラスベガス(アメリカ)

## 注脚
1. ↑  “ประวัติพระครูวิสุทธิวงศาจารย์ญาฌมุน”.  http://www.soonphra.com/. 2008年2月17日閲覧。
2. ↑  “พระราชกฤษฎีกาเปลี่ยนนามจังหวัด และอำเภอบางแห่ง พุทธศักราช ๒๔๘๑” (Thai). ราชกิจจานุเบกษา เล่ม ๕๕ (ตอน ๐ ก):  หน้า ๖๕๘-๖๖๖. (๑๔ พฤษจิกายน ๒๔๘๑).